# Franz Stetter
Franz Stetter (Stuttgart, 6 de maio de 1938) é um cientista da computação alemão.

## Vida
Após obter o Abitur no Kolleg St. Blasien (1948−1957) Stetter estudou matemática e física de 1957 a 1962 na Universidade de Tübingen e na Universidade de Munique. Em 1966 obteve um doutorado na Universidade de Tübingen, orientado por Karl Longin Zeller e Hartmut Ehlich, com a tese Fehlerabschätzungen für Runge-Kutta Verfahren.
De 1963 a 1967 foi Wissenschaftlicher Mitarbeiter no Centro de Processamento de Dados (CPD) da Universidade de Tübingen. Após permanência como pesquisador no Argonne National Laboratory (1967/1968) e como Wissenschaftlicher Assistent no CPD da Universidade de Tübingen (1968), trabalhou de 1969 a 1975 no desenvolvimento do mainframe TR 440 da Telefunken e depois Computer Gesellschaft Konstanz.
Em 1975 recebeu um chamado ("Berufung") para a cátedra de informática da FernUniversität Hagen, e em 1984 mudou para a cátedra de Informática prática I da Universidade de Mannheim. Em 2003 tornou-se professor emérito.

## Obras
- Softwaretechnologie - Eine Einführung., BI-Wissenschaftsverlag Mannheim 1987 4. überarb. Auflage ISBN 3-411-03162-X
- Programmierung, BI-Wissenschaftsverlag, Mannheim 1986, ISBN 3-411-03116-6, gemeinsam mit H. Balzert
- Grundbegriffe der Theoretischen Informatik, Springer Heidelberg 1988, ISBN 3-540-19362-6
- Knowledge representation and relation nets, Kluwer Academic Publishers Boston 1999, ISBN 0-7923-8517-9, zusammen mit A. E. Geldenhuys und H. O. van  Rooyen
- Modelling knowledge systems using relation nets and hypernets, ebooks 2004

### Genealogia
- Lustenauer Sippenbuch - Von den Anfängen bis zum Ende des 18. Jahrhunderts, Roderer Verlag Regensburg 1995, ISBN 3-89073-843-5
- Lustenauer Sippenbuch - Von den Anfängen bis zur Mitte des 19. Jahrhunderts, Federsee-Verlag Bad Buchau 2000, ISBN 3-925171-46-0